# نقش ري الزلالة
نقش ري الزلالة هو نقش عربي قديم قبل الإسلام، يعود تاريخه على الأرجح إلى القرن السادس، ويقع بالقرب من الطائف، في ممر ضيق يربط هذه المدينة بوادي السيل الكبير.

## التاريخ
كان جيمس هاملتون أول من وصف فن الصخور الذي يقع عليه النقش في عام 1845، على الرغم من أنه لم يتضمن النقوش التي رآها في منشوره. لم تتم ملاحظة النقش نفسه إلا أثناء رحلة فيلبي-ريكمانز-ليبينز في الفترة 1951-1952 خلال ملاحظات أدولف جروفمان، وعلى الرغم من أنه قدم قراءة للنقش، إلا أنه لم يعمل نسخة منها. عاد المسح الكتابي لمنطقة الطائف بمكة بقيادة أحمد الجلاد وهيثم صدقي إلى الموقع في آب 2021 وأنتج صورًا جديدة للنقش، والتي نُشرت أخيرًا بطبعة جديدة في عام 2022.

## المحتوى
النص المكتوب هو  :

النقش:
ىركم رىىا
اىا .ره
ىر سد
المعنى:
باركك الرب
أنا .ره

 ابن سد

## التفسير والأهمية
يحتوي نقش "ري الزلالة" على جزأين: دعاء يطلب فيه البركات باستخدام الفعل بَرْك ("تبارك")، وتوقيع مؤلف النقش. كما أنها تستحضر الإله بلفظ ( رب ) أي "الرب"، والذي يمثل المفردات التوحيدية القياسية التي شوهدت في جنوب شبه الجزيرة العربية قبل الإسلام من القرن الرابع فصاعدًا مثل نقش جبل ضبوب  ونقش عبد شمس. 

## طالع أيضًا
- نقوش عربية قبل الإسلام
- قائمة النقوش العربية
- نقش النمارة
- نقش جبل ضبوب